# 1271 Isergina
Isergina (asteróide 1271) é um asteróide da cintura principal com um diâmetro de 44,33 quilómetros, a 2,7470219 UA. Possui uma excentricidade de 0,1253743 e um período orbital de 2 033,08 dias (5,57 anos).
Isergina tem uma velocidade orbital média de 16,80632679 km/s e uma inclinação de 6,65618º.
Esse asteróide foi descoberto em 10 de Outubro de 1931 por Grigory Neujmin.